# Nicolas Sadirac
Nicolas Sadirac, né le 11 mai 1968 à Mongo (Tchad), est un dirigeant d'école, cofondateur d'Epitech en 1999, de la Web@cademie en 2010, de 42 en 2013, et de 01 Edu System en 2019.

## Biographie

### Formation et débuts
Nicolas Sadirac étudie à l'Université de Californie à Los Angeles (UCLA) puis à Stanford d'où il sort diplômé en 1989 avec un master de physique. Il poursuit ses études à Paris et décroche un diplôme ingénieur réseaux, systèmes et sécurité à l'Epita,. En 2010, il obtient un Executive MBA de HEC Paris[source insuffisante].
À sa sortie d'Epita, Nicolas Sadirac crée deux startups spécialisées en sécurité informatique (Intrinsec et Intexxia). Il s'adonne au piratage informatique et fait parler de lui en piratant les plans du Rafale, des distributeurs de billets, et le site du Premier ministre français,,. Il rencontre Xavier Niel dans les années 1980 à la Direction de la Surveillance du territoire, le service de renseignement du ministère de l'Intérieur chargé du contre-espionnage en France. Il doit alors signaler les activités des Soviétiques sur les réseaux français. Il gardera contact avec Xavier Niel. 
En 1995, il crée une filière systèmes, réseaux et sécurité à l'Epita, et lance un club d'informatique, le Bocal, la première branche de son projet de carrière.

### D'Epitech à 42
En 1999, alors que l'Epita s'apprête à standardiser ses diplômes d'ingénieurs, Nicolas Sadirac choisit d'opérer un schisme en créant Epitech, la petite sœur d'Epita qui expérimente l'apprentissage pair à pair et valorise l'approche empirique pour définir la formation la plus efficace pour les métiers de l'informatique. Pendant 15 ans à la tête d'Epitech, Nicolas Sadirac développe une nouvelle formule pédagogique avec le lancement de la Piscine comme concours d'entrée en remplacement des diplômes à présenter, l'abandon des cours obligatoires, la ludification de l'apprentissage autour de projets et l'apprentissage en pair à pair,.
Il est ensuite approché par François-Afif Benthanane de l'association Zup de Co pour développer un projet d'insertion professionnelle pour les jeunes en décrochage scolaire. Ce rapprochement donne naissance à la Web@cademie en 2010, une école spécialisée développement web qui propose une formation gratuite de deux ans,.
Une étudiante de la Web@cademie rentrée chez Free impressionne son dirigeant Xavier Niel qui se rapproche alors de Nicolas Sadirac pour créer la nouvelle école d'informatique entièrement gratuite 42 qui ouvre en 2013 à Paris. Sans diplômes à l'entrée, 42 cherche surtout à former des étudiants « dont l'esprit n'a pas été abîmé par des schémas de pensée formatés, des apprentissages carrés ». En 2016, 42 ouvre une antenne à Fremont dans la Silicon Valley,. Nicolas Sadirac développe la Matrice, un système qui intègre les problématiques d'entreprises partenaires dans les projets des étudiants.

### Démission de l'école 42
Nicolas Sadirac démissionne de la direction de l'école 42 en décembre 2018.
Une enquête de Mediapart titrée "À l’«Ecole 42» de Xavier Niel: sexe, harcèlement, arnaques et comptes offshore"  révèle l'année suivante les problèmes multiples qui ont mené à son départ. Le directeur de l'école a participé à des actes sexuels dans l'amphithéâtre de l'école, filmé par les caméras qu'il avait fait installer et qui sont consultables par les étudiants. Cette installation de vidéosurveillance fait l'objet d'une mise en demeure de la CNIL.
L'école est mise en cause pour des situations de harcèlement et de sexisme, qui avaient déjà été dénoncées en 2017 dans l'Usine Nouvelle .
La réalité des diplômes américains de Nicolas Sadirac est contestée : le diplôme de l’université de Californie à Los Angeles (UCLA) et le master en sciences physiques de l’université de Stanford en Californie n'ont pas été retrouvés.
Enfin, des pratiques de sur-facturations et de détournements, vers des comptes offshore, des versements en liquide, pour des montants de plusieurs dizaines de milliers d'euros sont révélées par l'article. Selon Mediapart, c'est à la suite de la décision de Xavier Niel d'ordonner un audit sur les comptes, qui contribue à mettre au jour les malversations, que Nicolas Sadirac est contraint à la démission.

### 01 Edu System
En 2019, Nicolas Sadirac lance 01 Edu System, son nouveau projet d'école qui vise la formation d'un million d'étudiants en 15 ans en se concentrant sur les pays en voie de développement. Avec 01, Nicolas Sadirac reprend la formule pédagogique développée d'Epitech à 42. Contrairement à 42, le modèle économique de 01 n’est pas philanthropique car les recruteurs d'étudiants 01 rémunèrent l'école pendant deux ans après recrutement de ses élèves. Les écoles 01 ont la responsabilité d'ouvrir de nouvelles écoles rapidement après leur lancement,.

## Style pédagogique
Les méthodes pédagogiques développées par Nicolas Sadirac s'inscrivent dans le domaine de la formation professionnelle. Sa pédagogie se caractérise par le concours d'entrée baptisé la Piscine, l'abandon des cours obligatoires et des diplômes, et la gamification de l'apprentissage par projets en pair à pair,.
Pour Nicolas Sadirac, dans un environnement alimenté par l'intelligence artificielle, l'étudiant peut s'auto-éduquer à de nombreuses disciplines de plus en plus rapidement. L'école perd son rôle d'enseignant de connaissances mais se légitime dans l’apprentissage au travail en groupe, la résolution de problèmes, et dans l'alignement des leçons avec les problématiques des entreprises. En septembre 2019 sort son premier livre, Apprendre 3.0, dans lequel il revient sur l'évolution de sa méthode pédagogique,.

## Publications
- Apprendre 3.0, ed. First, septembre 2019,  (ISBN 978-2412047996)
- Se préparer à surfer l'intelligence Artificielle,  janvier 2024,  (ISBN 9798876036698)